# Патрикій Наримунтович
Патрикій (Давид) Наримунтович (?—1397/1408) — князь новгородський (1383—1386, 1398—1399) і стародубський(?) (1399—1408). Син князя полоцького і пінського Наримунта Гедиміновича. Родоначальник низки княжих родів.

## Біографія
Вперше згадується в литовсько-польському мирному договору 1352 року. У 1358 році поставив підпис на литовсько-мазовецькій угоді.
У 1383—1386 і з 1398 року Патрикій був князем в Новгороді, куди прибув на запрошення боярської ради і був прийнятий з великими почестями. Від новгородців у спадок отримав міста Орєхов та Корелу, а також село Лужське.
У 1384 році Патрикій розширив новгородські володіння вздовж Ревельської дороги на захід, за що отримав в управління все південне узбережжя Фінської затоки до річки Нарви. Для захисту новгородських земель він побудував фортецю Ям (сучасний Кінгісепп) в пониззі Луги.
У 1386 році Дмитрій Донський зібрався в похід на Новгород через розбій місцевих ушкуйників на торгових шляхах, який відбувався не без впливу Патрикія та інших литовських князів. Тоді новгородські жителі, ймовірно, на вимогу Дмитра, 1388 року забрали у Патрикія Ладогу і Руссу та передали їх іншому литовському князю — Лугвенію Ольгердовичу.
На початку XV ст. почав князювати у Стародубі. У 1408 року Патрикій разом з низкою литовських князів на чолі із Свидригайлом виїхав на службу до великого князя московського, Василія I. Та вже наступного року Свидригайло зі своїми прихильниками вертається у Литву, пограбувавши по дорозі місто Серпухов. У 1409 р. їх бере в полон Вітовт, який був розлючений зрадою родичів, і на місці стратив двох князів — ймовірно Патрикія та його сина Олександра. На думку деяких науковців, дана звістка відноситься не до Патрикія Наримунтовича, а до стародубського князя Патрикія Давидовича, Рюриковича за походженням.

## Сім'я і діти
Сини:
- Федір Патрикійович — князь Стародубський, загинув у битві на річці Ворсклі, родоначальник князів Хованських.
- Юрій Патрикійович — московський боярин, предок князів Булгакових, Хованських, Щенятіних та Голіциних.
- Олександр Патрикійович — князь Стародубский, родоначальник князів Корецьких.